# Psychotria fauriei
Psychotria fauriei är en måreväxtart som först beskrevs av Augustin Abel Hector Léveillé, och fick sitt nu gällande namn av Francis Raymond Fosberg. Psychotria fauriei ingår i släktet Psychotria och familjen måreväxter. Inga underarter finns listade i Catalogue of Life.